# Allanwatsonia flava
Allanwatsonia flava är en fjärilsart som beskrevs av Hoffmann 1936. Allanwatsonia flava ingår i släktet Allanwatsonia och familjen björnspinnare. Inga underarter finns listade i Catalogue of Life.